# François Verstraeten
François Verstraeten (Etterbeek, 23 maart 1887 - Sint-Lambrechts-Woluwe, 28 augustus 1965) was een Belgisch wielrenner. Hij was beroepsrenner van 1906 tot 1914 en werd in 1907 en 1908 Belgisch kampioen in Keumiée.

## Palmares
- 1905 : 1e Brussel-Spa
- 1906 : 1e Parijs-Oostende
- 1906 : 3e eindklassement Ronde van België voor amateurs
- 1907 : 1e Brussel-Battice-Brussel
- 1907 : 3e Scheldeprijs
- 1907 :  1e Belgisch kampioenschap, Keumiée
- 1908 : 2e Belgisch kampioenschap,  Keumiée
- 1909 : 3e Sedan-Brussel

## Resultaten in voornaamste wedstrijden
| Jaar | Ronde van Vlaanderen | Parijs-Tours | Parijs-Brussel |
| ---- | -------------------- | ------------ | -------------- |
| 1907 |                      |              | 18e            |
| 1909 |                      | 4e           |                |
| 1913 | 16e                  |              |                |